# Nonio
Nonio là một đô thị ở tỉnh Verbano-Cusio-Ossola trong vùng Piedmont, có cự ly khoảng 100 km về phía đông bắc của Torino và khoảng 15 km southvề phía tây của Verbania. Tại thời điểm ngày 31 tháng 12 năm 2004, đô thị này có dân số 897 người và diện tích là 10,1 km².
Nonio giáp các đô thị: Cesara, Omegna, Pella, Pettenasco, Quarna Sotto, Varallo Sesia.